# エイトケン (クレーター)

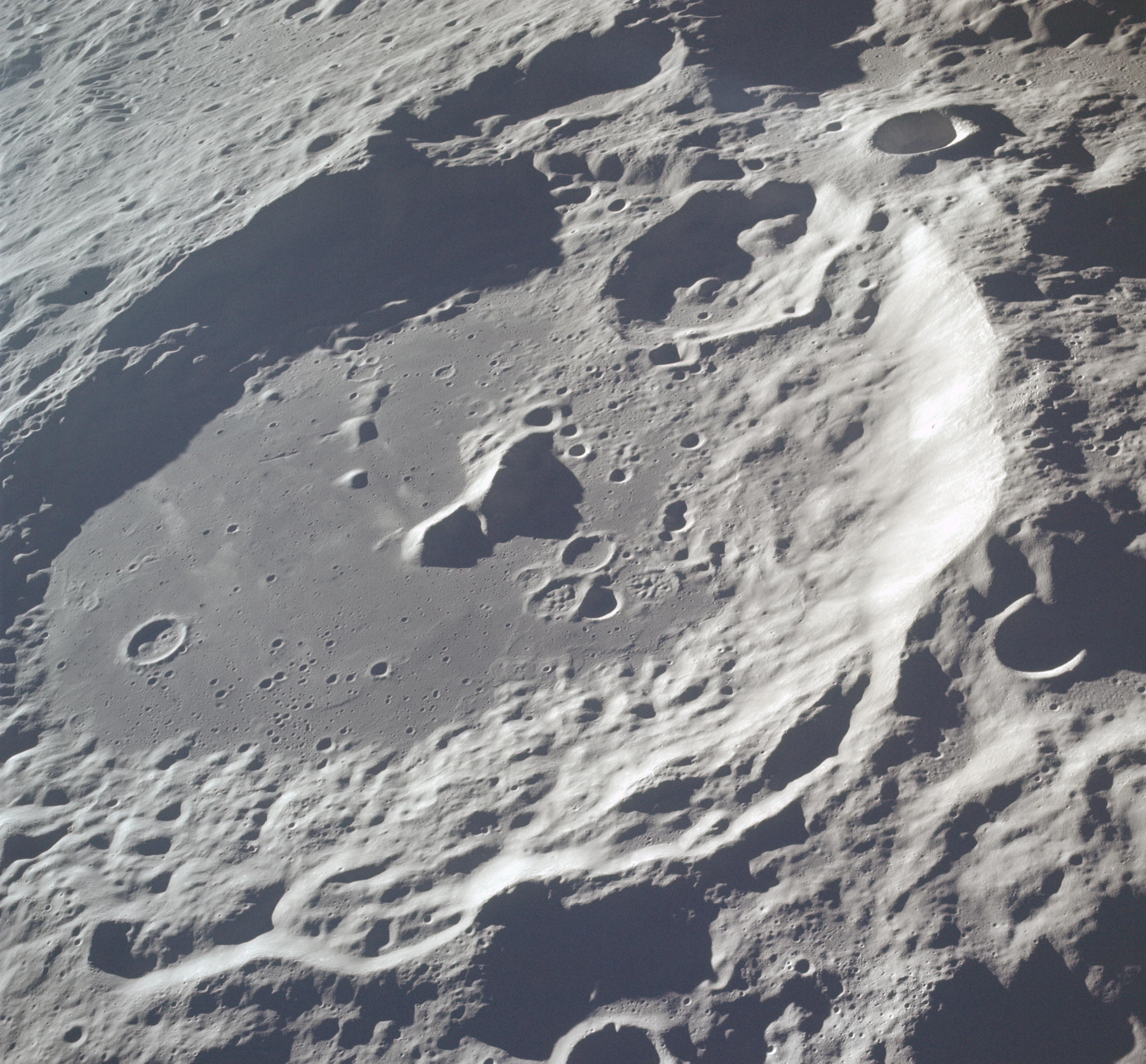
アポロ17号撮影

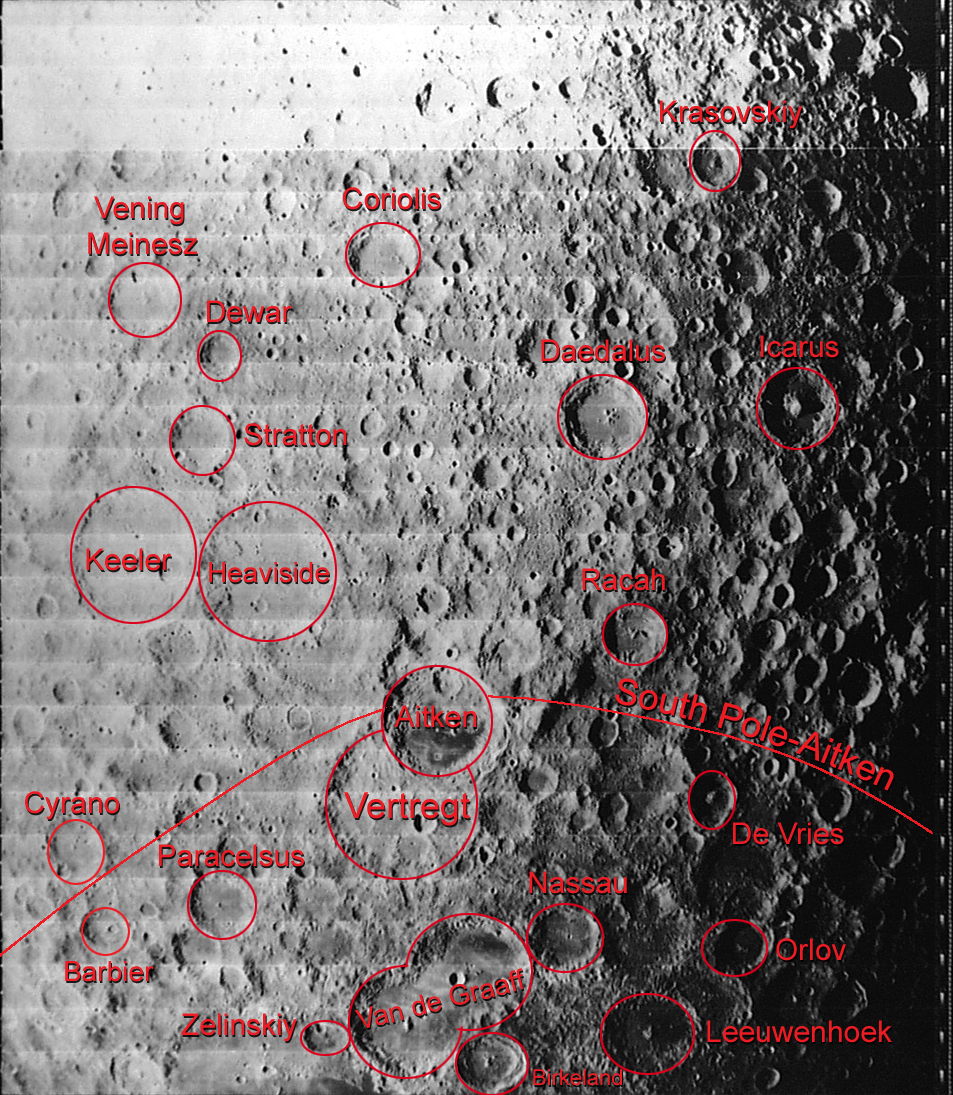
エイトケンと周辺のクレーター

エイトケン (Aitken) は、月の裏側にあるクレーターである。ヘヴィサイドの南東、珍しい形をしたバンデグラーフ (クレーター)の北に位置しており、その周縁（リム）の南西はヴァートレット (クレーター)に、南東はベルグストランド (クレーター)に接続している。
エイトケンの周縁内側はテラス構造となっており、とくに南西側の狭隘部で顕著である。Aitken Z クレーターは周壁北部の内側にかかっている。周縁のすぐ北には Aitken A があり、明るいアルベドの噴出物でおおわれている。内部のクレーター底は、かつて暗い溶岩流によって覆われており、特に南側半分で顕著である。クレーター底には、東部にいくつかの小さなクレーター、中心のちょうど東側には弧をなす中央稜線、西半分にはよりちいさな一筋の稜線がある。
このクレーターは、非常に巨大な南極エイトケン盆地の北縁に位置する。「南極エイトケン盆地」の名は、この地形の両端に当たる南極とこのクレーターからとられている。
エイトケンは、アポロ17号のアポロ司令・機械船（コマンド・モジュール）がちょうど上を通過することから、その観測対象となった。

## 従属クレーター
エイトケンのごく近くにある小さな無名のクレーターについては、アルファベットを付加することによって識別される。
| 名称 | 月面緯度 | 月面経度 | 直径  |
| ---- | -------- | -------- | ----- |
| A    | 14.0° S  | 173.7° E | 13 km |
| C    | 14.0° S  | 175.8° E | 74 km |
| G    | 16.8° S  | 174.2° E | 7 km  |
| N    | 17.7° S  | 172.7° E | 7 km  |
| Y    | 12.0° S  | 173.2° E | 35 km |
| Z    | 15.1° S  | 173.3° E | 33 km |

## 文献
1. ↑  Apollo 17 Preliminary Science Report (NASA SP-330), 1973

- Andersson, L. E.; Whitaker, E. A. (1982). NASA Catalogue of Lunar Nomenclature. NASA RP-1097
- Blue, Jennifer (2007年7月25日). “Gazetteer of Planetary Nomenclature”.  USGS. 2007年8月5日閲覧。
- Bussey, B.; Spudis, P. (2004). The Clementine Atlas of the Moon. New York: Cambridge University Press. ISBN 978-0-521-81528-4
- Cocks, Elijah E.; Cocks, Josiah C. (1995). Who's Who on the Moon: A Biographical Dictionary of Lunar Nomenclature. Tudor Publishers. ISBN 978-0-936389-27-1
- McDowell, Jonathan (2007年7月15日). “Lunar Nomenclature”.   Jonathan's Space Report. 2007年10月24日閲覧。
- Menzel, D. H.; Minnaert, M.; Levin, B.; Dollfus, A.; Bell, B. (1971). “Report on Lunar Nomenclature by the Working Group of Commission 17 of the IAU”. Space Science Reviews 12 (2):  136–186. Bibcode: 1971SSRv...12..136M. doi:10.1007/BF00171763.
- Moore, Patrick (2001). On the Moon. Sterling Publishing Co.. ISBN 978-0-304-35469-6
- Price, Fred W. (1988). The Moon Observer's Handbook. Cambridge University Press. ISBN 978-0-521-33500-3
- Rükl, Antonín (1990). Atlas of the Moon. Kalmbach Books. ISBN 978-0-913135-17-4
- Webb, Rev. T. W. (1962). Celestial Objects for Common Telescopes (6th revised ed.). Dover. ISBN 978-0-486-20917-3
- Whitaker, Ewen A. (1999). Mapping and Naming the Moon. Cambridge University Press. ISBN 978-0-521-62248-6
- Wlasuk, Peter T. (2000). Observing the Moon. Springer. ISBN 978-1-85233-193-1